# ویلیام سی باتلر
ویلیام سی باتلر (انگلیسی: William C. Butler; ۱۷ ژانویهٔ ۱۸۴۴ – ۶ دسامبر ۱۹۱۴) بازیکن فوتبال اهل پادشاهی متحد بریتانیای کبیر و ایرلند بود.